# اعتلال عصبي عملاق المحوار مع شعر مجعد
الاعتلال العصبي عملاق المحوار مع شعر مجعد (بالإنجليزية: Giant axonal neuropathy with curly hair)‏ هي حالة جسمية مُتنحية تَحدث نتيجة طَفرة في بروتين جيجاكسونين.